# Isabel de Saboya (1591-1626)
Isabel de Saboya (en italiano, Isabella di Savoia; Turín, 2 de marzo de 1591-Módena, 22 de agosto de 1626) fue una princesa italiana, hija del duque Carlos Manuel I de Saboya y de su esposa, Catalina Micaela de Austria.

## Biografía
Sus abuelos maternos eran el rey Felipe II de España e Isabel de Valois, hija del rey Enrique II de Francia y de Catalina de Médici.
Contrajo matrimonio en Turín el 10 de marzo de 1608 con Alfonso de Este, entonces príncipe heredero de Módena y Reggio, hijo del duque César de Este y de Virginia de Médici.
Isabel no llegó a ser duquesa de Módena y Reggio; murió tras dar a luz a su última hija en 1626. Alfonso se convirtió en duque de Módena y Reggio a la muerte de su padre en 1628 y no quiso volver a casarse.

## Descendencia
De la unión entre Isabel y Alfonso III nacieron catorce hijos, algunos de los cuales murieron en la infancia:
- César (1609-1613).
- Francisco (1610-1658), futuro duque de Módena y Reggio, que se casó con las hermanas María Farnesio y Victoria Farnesio, y en terceras nupcias con Lucrecia Barberini.
- Obizzo (1611-1644), obispo de Módena.
- Catalina María (1613-1628), monja.
- César (1614-1677).
- Alejandro (1615).
- Carlos Alejandro (1616-1679).
- Reinaldo (1618-1672), cardenal.
- Margarita (1619-1692), esposa de Ferrante III Gonzaga, duque de Guastalla.
- Beatriz (1620).
- Beatriz (1622-1623).
- Filiberto (1623-1645).
- Bonifacio (1624).
- Ana Beatriz (1626-1690), esposa de Alejandro II Pico de la Mirandola.

## Ascendencia
| Isabel de Saboya | Padre: Carlos Manuel I de Saboya   | Abuelo paterno: Manuel Filiberto de Saboya | Bisabuelo paterno: Carlos III de Saboya                                      | Tatarabuelo paterno: Felipe II de Saboya              |
| Isabel de Saboya | Padre: Carlos Manuel I de Saboya   | Abuelo paterno: Manuel Filiberto de Saboya | Bisabuelo paterno: Carlos III de Saboya                                      | Tatarabuela paterna: Claudina de Brosse               |
| Isabel de Saboya | Padre: Carlos Manuel I de Saboya   | Abuelo paterno: Manuel Filiberto de Saboya | Bisabuela paterna: Beatriz de Portugal                                       | Tatarabuelo paterno: Manuel I de Portugal             |
| Isabel de Saboya | Padre: Carlos Manuel I de Saboya   | Abuelo paterno: Manuel Filiberto de Saboya | Bisabuela paterna: Beatriz de Portugal                                       | Tatarabuela paterna: María de Aragón y Castilla       |
| Isabel de Saboya | Padre: Carlos Manuel I de Saboya   | Abuela paterna: Margarita de Francia       | Bisabuelo paterno: Francisco I de Francia                                    | Tatarabuelo paterno: Carlos de Orleans                |
| Isabel de Saboya | Padre: Carlos Manuel I de Saboya   | Abuela paterna: Margarita de Francia       | Bisabuelo paterno: Francisco I de Francia                                    | Tatarabuela paterna: Luisa de Saboya                  |
| Isabel de Saboya | Padre: Carlos Manuel I de Saboya   | Abuela paterna: Margarita de Francia       | Bisabuela paterna: Claudia de Francia                                        | Tatarabuelo paterno: Luis XII de Francia              |
| Isabel de Saboya | Padre: Carlos Manuel I de Saboya   | Abuela paterna: Margarita de Francia       | Bisabuela paterna: Claudia de Francia                                        | Tatarabuela paterna: Ana de Bretaña                   |
| Isabel de Saboya | Madre: Catalina Micaela de Austria | Abuelo materno: Felipe II de España        | Bisabuelo materno: Carlos I de España y V del Sacro Imperio Romano Germánico | Tatarabuelo paterno: Felipe I de Castilla             |
| Isabel de Saboya | Madre: Catalina Micaela de Austria | Abuelo materno: Felipe II de España        | Bisabuelo materno: Carlos I de España y V del Sacro Imperio Romano Germánico | Tatarabuela paterna: Juana I de Castilla              |
| Isabel de Saboya | Madre: Catalina Micaela de Austria | Abuelo materno: Felipe II de España        | Bisabuela materna: Isabel de Portugal                                        | Tatarabuelo materno: Manuel I de Portugal             |
| Isabel de Saboya | Madre: Catalina Micaela de Austria | Abuelo materno: Felipe II de España        | Bisabuela materna: Isabel de Portugal                                        | Tatarabuela materna: María de Aragón y Castilla       |
| Isabel de Saboya | Madre: Catalina Micaela de Austria | Abuela materna: Isabel de Valois           | Bisabuelo materno: Enrique II de Francia                                     | Tatarabuelo materno: Francisco I de Francia           |
| Isabel de Saboya | Madre: Catalina Micaela de Austria | Abuela materna: Isabel de Valois           | Bisabuelo materno: Enrique II de Francia                                     | Tatarabuela materna: Claudia de Francia               |
| Isabel de Saboya | Madre: Catalina Micaela de Austria | Abuela materna: Isabel de Valois           | Bisabuela materna: Catalina de Médici                                        | Tatarabuelo materno: Lorenzo II de Médici             |
| Isabel de Saboya | Madre: Catalina Micaela de Austria | Abuela materna: Isabel de Valois           | Bisabuela materna: Catalina de Médici                                        | Tatarabuela materna: Magdalena de la Tour de Auvernia |